# Liste des gagnants des étapes du Pro Tour ITTF
Les tournois au programme en 2019 et en 2020 sont indiqués en gras.
| Continent        | Pays |
| ---------------- | --- |
| Afrique          | - Égypte - Maroc - Nigéria |
| Asie             | - Chine - Inde - Japon - Corée du Sud - Koweït - Liban - Malaisie - Qatar - Hong Kong - Singapour - Taiwan - Dubaï - Corée du Nord - Philippines - Thaïlande                                                              |
| Europe           | - Autriche - Biélorussie - Croatie - République tchèque - Danemark - Angleterre - France - Allemagne - Grèce - Hongrie - Italie - Pays-Bas - Pologne - Russie - Serbie - Espagne - Slovénie - Suède - Belgique - Bulgarie |
| Amérique du Nord | États-Unis |
| Amérique du Sud  | - Brésil - Chili - Argentine |
| Océanie          | Australie |

## Open d'Australie
| Année Lieu      | Simple messieurs  | Simple dames | Double messieurs             | Double dames                 | Double mixte               |
| --------------- | ----------------- | ------------ | ---------------------------- | ---------------------------- | -------------------------- |
| 2019 Geelong    | Xu Xin            | Sun Yingsha  | Jung Young-sik Lee Sang-su   | Chen Meng Wang Manyu         | Wong Chun Ting Doo Hoi Kem |
| 2018 Geelong    | Xu Xin            | Liu Shiwen   | Jung Young-sik Lee Sang-su   | Hina Hayata Mima Ito         | Jeon Ji-hee Lee Sang-su    |
| 2017 Gold Coast | Vladimir Samsonov | Chen Meng    | Jang Woo-jin Park Gang-hyeon | Chen Meng Zhu Yuling         |                            |
| 2016 Melbourne  | Jun Mizutani      | Hina Hayata  | Takuya Jin Yuki Morita       | Honoka Hashimoto Hitomi Sato |                            |
| 2015 Gold Coast | Jung Young-sik    | Ai Fukuhara  | Ho Kwan Kit Lam Siu Hang     | Jeon Ji-hee Lee Da-som       |                            |
| 2014 Sydney     | Wu Zhikang        | Feng Tianwei | Tang Peng Wong Chun Ting     | Saki Tashiro Yuko Fujii      |                            |
| 1999 Melbourne  | Ma Lin            | Chen Jing    | Karl Jindrak Werner Schlager | Chen Jing Xu Jing            |                            |
| 1998 Melbourne  | Kong Linghui      | Yang Ying    | Kong Linghui Liu Guoliang    | Wu Na Yang Ying              |                            |
| 1997 Melbourne  | Ding Song         | Deng Yaping  | Ma Lin Yan Sen               | Deng Yaping Yang Ying        |                            |
| 1996 Brisbane   | Werner Schlager   | Wang Chen    | Karl Jindrak Werner Schlager | Wang Chen Zhu Fang           |                            |

## Open d'Autriche
| Année Lieu     | Simple messieurs | Simple dames       | Double messieurs                 | Double dames                 | Double mixte                  |
| -------------- | ---------------- | ------------------ | -------------------------------- | ---------------------------- | ----------------------------- |
| 2019 Linz      | Fan Zhendong     | Mima Ito           | Liang Jingkun Lin Gaoyuan        | Miyuu Kihara Miyu Nagasaki   | Tomokazu Harimoto Hina Hayata |
| 2018 Linz      | Liang Jingkun    | Chen Meng          | Masataka Morizono Yuya Oshima    | Mima Ito Hina Hayata         | Xu Xin Liu Shiwen             |
| 2017 Linz      | Lin Gaoyuan      | Wang Manyu         | Koki Niwa Jin Ueda               | Chen Xingtong Sun Yingsha    |                               |
| 2016 Linz      | Kenta Matsudaira | Mima Ito           | Patrick Franziska Jonathan Groth | Hitomi Sato Honoka Hashimoto |                               |
| 2015 Wels      | Jun Mizutani     | Han Ying           | Jang Woo-jin Lee Sang-su         | Petrissa Solja Shan Xiaona   |                               |
| 2013 Wels      | Fang Bo          | Ding Ning          | Hao Shuai Zhang Jike             | Ding Ning Li Xiaoxia         |                               |
| 2011 Schwechat | Ma Long          | Ding Ning          | Ma Long Wang Hao                 | Ding Ning Li Xiaoxia         |                               |
| 2010 Wels      | Tiago Apolonia   | Guo Yue            | Jiang Tianyi Tang Peng           | Guo Yue Li Xiaoxia           |                               |
| 2008 Salzbourg | Timo Boll        | Li Qian            | Autriche                         | Hongrie                      |                               |
| 2007 Wels      | Chen Qi          | Zhang Yining       | Yang Zi (en) Gao Ning            | Ai Fukuhara Sayaka Hirano    |                               |
| 2004 Wels      | Timo Boll        | Niu Jianfeng       | Ko Lai Chak Li Ching             | Li Xiaoxia Cao Zhen          |                               |
| 2002 Wels      | Timo Boll        | Li Nan             | Cheung Yuk Leung Chu Yan         | Fan Ying Guo Yue             |                               |
| 1999 Linz/Wels | Kong Linghui     | Qianhong Gotsch-He | Kong Linghui Liu Guoliang        | Li Ju Wang Nan               |                               |
| 1997 Linz      | Zoran Primorac   | Jing Tian-Zorner   | Jörg Roßkopf Vladimir Samsonov   | Lee Eun-sil Ryu Ji-hae       |                               |

1.  La compétition de double a été remplacée par une compétition par équipe.

## Open de Biélorussie
| Année Lieu | Simple messieurs  | Simple dames       | Double messieurs                   | Double dames                 |
| ---------- | ----------------- | ------------------ | ---------------------------------- | ---------------------------- |
| 2016 Minsk | Jang Woo-jin      | Saki Shibata       | Jang Woo-jin Lim Jong-hoon         | Hitomi Sato Honoka Hashimoto |
| 2015 Minsk | Li Ping           | Mima Ito           | Jeong Sang-eun Lee Sang-su         | Sofia Polcanova Amelie Solja |
| 2014 Minsk | Vladimir Samsonov | Sayaka Hirano      | non disputé                        | non disputé                  |
| 2013 Minsk | Kaii Yoshida      | Sabine Winter      | non disputé                        | non disputé                  |
| 2012 Minsk | Vasily Lakeev     | Polina Mikhaïlova  | non disputé                        | non disputé                  |
| 2009 Minsk | Zolt Pete         | Dang Ye-seo        | Christoph Simoner Mathias Habesohn | Park Young-sook Dang Ye-seo  |
| 2008 Minsk | Vladimir Samsonov | Viktoria Pavlovich | Chine                              | Biélorussie                  |

1. La compétition de double a été remplacée par une compétition par équipe.

## Open du Brésil
| Année Lieu          | Simple messieurs   | Simple dames     | Double messieurs                 | Double dames                     |
| ------------------- | ------------------ | ---------------- | -------------------------------- | -------------------------------- |
| 2014 Santos         | Liu Dingshuo       | Liu Xin          | non disputé                      | non disputé                      |
| 2013 Santos         | Hugo Calderano     | Elizabeta Samara | non disputé                      | non disputé                      |
| 2012 Santos         | Oh Sang-eun        | Kim Kyung-ah     | Oh Sang-eun Ryu Seung-min        | Li Jiawei Wang Yuegu             |
| 2011 Rio de Janeiro | Dimitrij Ovtcharov | Wang Yuegu       | Lars Hielscher Bastian Steger    | Li Jiawei Wang Yuegu             |
| 2008 Belo Horizonte | Jiang Tianyi       | Wang Yuegu       | Kim Jung-hoon Yoon Jae-young     | Kim Kyung-ah Park Mi-young       |
| 2007 Belo Horizonte | Yo Kan             | Tie Yana         | Cho Eon-rae Ko Jun-hyung         | Tie Yana Zhang Rui               |
| 2006 São Paulo      | Cho Eon-rae        | Haruna Fukuoka   | Tiago Apolonia Joao Monteiro     | Lee Eun-sil Moon Hyun-jung       |
| 2005 Rio de Janeiro | Adrian Crişan      | Kim Kyung-ah     | Pär Gerell Jens Lundqvist        | Tanja Hain-Hofmann Georgina Póta |
| 2004 Rio de Janeiro | Vladimir Samsonov  | Liu Jia          | Peter Franz Jens Lundqvist       | Csilla Bátorfi Krisztina Tóth    |
| 2003 Rio de Janeiro | Chuang Chih-yuan   | Tie Yana         | Ko Lai Chak Li Ching             | Lin Ling Zhang Rui               |
| 2002 Sao Paolo      | Werner Schlager    | Aya Umemura      | Karl Jindrak Werner Schlager     | Lee Eun-sil Suk Eun-mi           |
| 2001 Sao Paolo      | Timo Boll          | Aya Umemura      | Karl Jindrak Werner Schlager     | Lee Eun-sil Shin Soo-hee         |
| 2000 Rio de Janeiro | Liu Guoliang       | Wang Nan         | Kong Linghui Liu Guoliang        | Kim Moo-kyo Ryu Ji-hae           |
| 1999 Rio de Janeiro | Zoran Primorac     | Chen Jing        | Zoran Primorac Jean-Michel Saive | Anne Boileau Anne-Sophie Gourin  |
| 1997 Rio de Janeiro | Liu Guoliang       | Ryu Ji-hae       | Kong Linghui Liu Guoliang        | Lee Eun-sil Ryu Ji-hae           |
| 1996 Rio de Janeiro | Carl Prean         | Chen Jing        | Masahiro Hashimoto Yoshio Yajima | Ryoko Imasaka Yoshie Miyake      |

## Open du Chili
| Année Lieu             | Simple messieurs  | Simple dames           | Double messieurs                | Double dames                    |
| ---------------------- | ----------------- | ---------------------- | ------------------------------- | ------------------------------- |
| 2016 Santiago du Chili | Antoine Hachard   | Rachel Moret           | Antoine Hachard Romain Ruiz     | Maria Lorenzotti Candela Molero |
| 2015 Santiago du Chili | Thiago Monteiro   | Jeon Ji-hee            | Gustavo Gomez Manuel Moya       | Leticia Nakada Bruna Takahashi  |
| 2014 Santiago du Chili | Sambe Kohei       | Maeda Miyu             | non disputé                     | non disputé                     |
| 2012 Santiago du Chili | Gao Ning          | Kim Kyung-ah           | Yang Zi (en) Zhan Jian          | Hiroko Fujii Misako Wakamiya    |
| 2011 Santiago du Chili | Chuang Chih-yuan  | Kasumi Ishikawa        | Javier Cillis Liu Song          | Sayaka Hirano Kasumi Ishikawa   |
| 2008 Santiago du Chili | Ryu Seung-min     | Li Jiawei              | Gao Ning Yang Zi (en)           | Jiang Huajun Tie Yana           |
| 2007 Santiago du Chili | Yo Kan            | Jiang Huajun           | Ko Lai Chak Li Ching            | Tie Yana Zhang Rui              |
| 2006 Santiago du Chili | Vladimir Samsonov | Park Mi-young          | Chen Weixing Robert Gardos      | Hiroko Fujii Saki Kanazawa      |
| 2005 Santiago du Chili | Oh Sang-eun       | Kim Kyung-ah           | Lee Jung-woo Oh Sang-eun        | Tie Yana Zhang Rui              |
| 2004 Santiago du Chili | Kalinikos Kreanga | Wenling Tan Monfardini | Dragutin Surbek Jr Marek Klasek | Csilla Bátorfi Krisztina Tóth   |

## Open de Chine
| Année Lieu     | Simple messieurs   | Simple dames | Double messieurs             | Double dames              | Double mixte              |
| -------------- | ------------------ | ------------ | ---------------------------- | ------------------------- | ------------------------- |
| 2019 Shenzhen  | Ma Long            | Chen Meng    | Timo Boll Patrick Franziska  | Gu Yuting Liu Shiwen      | Lin Yun-ju Cheng I-ching  |
| 2018 Shenzhen  | Ma Long            | Wang Manyu   | Fan Zhendong Lin Gaoyuan     | Ding Ning Zhu Yuling      | Lin Gaoyuan Chen Xingtong |
| 2017 Chengdu   | Dimitrij Ovtcharov | Ding Ning    | Jin Ueda Maharu Yoshimura    | Ding Ning Liu Shiwen      |                           |
| 2016 Chengdu   | Fan Zhendong       | Ding Ning    | Ma Long Zhang Jike           | Chen Meng Zhu Yuling      |                           |
| 2015 Chengdu   | Fan Zhendong       | Ding Ning    | Ma Long Zhang Jike           | Chen Meng Zhu Yuling      |                           |
| 2015 Chengdu   | Ma Long            | Zhu Yuling   | Xu Xin Fan Zhendong          | Chen Meng Liu Shiwen      |                           |
| 2014 Chengdu   | Ma Long            | Ding Ning    | Ma Long Fan Zhendong         | Ding Ning Liu Shiwen      |                           |
| 2013 Suzhou    | Ma Long            | Chen Meng    | Ma Long Xu Xin               | Chen Meng Zhu Yuling      |                           |
| 2013 Changchun | Ma Long            | Li Xiaoxia   | Ma Long Timo Boll            | Guo Yue Liu Shiwen        |                           |
| 2012 Suzhou    | Hao Shuai          | Chen Meng    | Xu Xin Wang Liqin            | Zhu Yuling Chen Meng      |                           |
| 2012 Shanghai  | Xu Xin             | Li Xiaoxia   | Ma Long Wang Hao             | Jiang Huajun Lee Ho Ching |                           |
| 2011 Suzhou    | Ma Long            | Guo Yan      | Ma Lin Zhang Jike            | Guo Yan Guo Yue           |                           |
| 2011 Shenzhen  | Ma Lin             | Wen Jia      | Ma Long Wang Hao             | Guo Yue Liu Shiwen        |                           |
| 2010 Suzhou    | Zhang Jike         | Li Xiaoxia   | Ma Lin Xu Xin                | Guo Yue Li Xiaoxia        |                           |
| 2009 Suzhou    | Ma Long            | Liu Shiwen   | Seiya Kishikawa Jun Mizutani | Guo Yue Li Xiaoxia        |                           |
| 2009 Tianjin   | Wang Hao           | Liu Shiwen   | Hao Shuai Li Ping            | Ding Ning Liu Shiwen      |                           |
| 2008 Shanghai  | Hao Shuai          | Li Xiaoxia   | Ma Lin Wang Liqin            | Jiang Huajun Tie Yana     |                           |
| 2008 Changchun | Wang Hao           | Zhang Yining | Chine                        | Chine                     |                           |
| 2007 Shenzhen  | Wang Hao           | Zhang Yining | Ma Lin Wang Hao              | Guo Yan Guo Yue           |                           |
| 2007 Nanjing   | Ma Lin             | Guo Yue      | Chen Qi Wang Hao             | Guo Yue Li Xiaoxia        |                           |
| 2006 Kunshan   | Ma Lin             | Wang Nan     | Chen Qi Wang Liqin           | Wang Nan Zhang Yining     |                           |
| 2006 Guangzhou | Timo Boll          | Zhang Yining | Hao Shuai Wang Liqin         | Shen Yanfei Gao Jun       |                           |
| 2005 Harbin    | Wang Liqin         | Guo Yue      | Kong Linghui Ma Long         | Guo Yan Guo Yue           |                           |
| 2005 Shenzhen  | Wang Liqin         | Li Xiaoxia   | Chen Qi Wang Liqin           | Guo Yue Zhang Yining      |                           |
| 2004 Changchun | Wang Liqin         | Zhang Yining | Kong Linghui Wang Hao        | Wang Nan Zhang Yining     |                           |
| 2004 Wuxi      | Ma Lin             | Cao Zhen     | Chen Qi Ma Lin               | Cao Zhen Li Xiaoxia       |                           |
| 2003 Guangzhou | Ma Lin             | Zhang Yining | Chen Qi Ma Lin               | Bai Yang Li Ju            |                           |
| 2002 Qingdao   | Wang Liqin         | Wang Nan     | Lee Chul-seung Ryu Seung-min | Lee Eun-sil Suk Eun-mi    |                           |
| 2001 Hainan    | Wang Liqin         | Wang Nan     | Wang Liqin Yan Sen           | Bai Yang Niu Jianfeng     |                           |
| 2000 Changchun | Wang Liqin         | Li Ju        | Wang Liqin Yan Sen           | Sun Jin Yang Ying         |                           |
| 1999 Guilin    | Liu Guozheng       | Li Ju        | Wang Liqin Yan Sen           | Li Nan Lin Ling           |                           |
| 1998 Jinan     | Liu Guoliang       | Wang Nan     | Ma Lin Qin Zhijian           | Wu Na Yang Ying           |                           |
| 1997 Zhuhai    | Zoran Primorac     | Li Ju        | Kong Linghui Liu Guoliang    | Lee Eun-sil Ryu Ji-hae    |                           |
| 1996 Xi'an     | Kong Linghui       | Wang Chen    | Kong Linghui Liu Guoliang    | Wang Chen Wu Na           |                           |

1.  La compétition de double a été remplacée par une compétition par équipe.

## Open de Taiwan
| Année Lieu  | Simple messieurs  | Simple dames | Double messieurs                 | Double dames            |
| ----------- | ----------------- | ------------ | -------------------------------- | ----------------------- |
| 2007 Taipei | Vladimir Samsonov | Li Jiawei    | Christian Süß Dimitrij Ovtcharov | Shen Yanfei Gao Jun     |
| 2006 Taipei | Oh Sang-eun       | Tie Ya Na    | Lee Jin-kwon Ryu Seung-min       | Ai Fujinuma Ai Fukuhara |
| 2005 Taipei | Lee Jung-woo      | Gao Jun      | Ko Lai Chak Li Ching             | Shen Yanfei Gao Jun     |

## Open de Croatie
| Année Lieu  | Simple messieurs    | Simple dames     | Double messieurs                   | Double dames                  |
| ----------- | ------------------- | ---------------- | ---------------------------------- | ----------------------------- |
| 2016 Zagreb | Joo Sae-hyuk        | Hitomi Sato      | Jonathan Groth Patrick Franziska   | Doo Hoi Kem Lee Ho Ching      |
| 2015 Zagreb | Maharu Yoshimura    | Choi Hyo-joo     | Yuya Oshima Masataka Morizono      | Yang Ha-eun Jeon Ji-hee       |
| 2014 Zagreb | Ricardo Walther     | Xiao Xin Yang    | non disputé                        | non disputé                   |
| 2013 Zagreb | Abdel-Kader Salifou | Lee Da-som       | non disputé                        | non disputé                   |
| 2012 Zagreb | Tan Ruiwu           | Szandra Pergel   | non disputé                        | non disputé                   |
| 2007 Zagreb | Hao Shuai           | Guo Yue          | Ma Lin Wang Hao                    | Chen Qing Li Xiaoxia          |
| 2006 Zagreb | Vladimir Samsonov   | Guo Yue          | Wang Hao Chen Qi                   | Li Nan Zhang Yining           |
| 2005 Zagreb | Vladimir Samsonov   | Tie Ya Na        | Ko Lai Chak Li Ching               | Tie Ya Na Zhang Rui           |
| 2004 Zagreb | Werner Schlager     | Kim Kyung-ah     | Lee Chul-seung Ryu Seung-min       | Jun Hye-kyung Kim Moo-kyo     |
| 2003 Zagreb | Wang Hao            | Zhang Yining     | Ko Lai Chak Li Ching               | Wang Nan Zhang Yining         |
| 2001 Zagreb | Ma Wenge            | Guo Yan          | Patrick Chila Jean-Philippe Gatien | Bai Yang Niu Jianfeng         |
| 2000 Zagreb | Vladimir Samsonov   | Chire Koyama     | Chang Yen-shu Chiang Peng-lung     | Chen Jing Xu Jing             |
| 1999 Zagreb | Vladimir Samsonov   | Tamara Boros     | Patrick Chila Jean-Philippe Gatien | Olga Nemes Elke Schall        |
| 1998 Zagreb | Vladimir Samsonov   | Jing Tian-Zorner | Karl Jindrak Werner Schlager       | Csilla Bátorfi Krisztina Tóth |

## Open de République tchèque
| Année Lieu   | Simple messieurs  | Simple dames       | Double messieurs                 | Double dames                 | Double mixte              |
| ------------ | ----------------- | ------------------ | -------------------------------- | ---------------------------- | ------------------------- |
| 2019 Olomouc | Lin Yun-ju        | Chen Xingtong      | Lee Sang-su Cho Dae-seong        | Gu Yuting Mu Zi              | Cho Dae-seong Shin Yu-bin |
| 2018 Olomouc | Zheng Peifeng     | Kasumi Ishikawa    | Patrick Franziska Jonathan Groth | Liu Gaoyang Zhang Rui        |                           |
| 2017 Olomouc | Tomokazu Harimoto | Mima Ito           | Patrick Franziska Jonathan Groth | Mima Ito Hina Hayata         |                           |
| 2016 Olomouc | Yuto Muramatsu    | Xiao Xin Yang      | Cho Eon-rae Park Jeong-woo       | Matilda Ekholm Georgina Pota |                           |
| 2015 Olomouc | Wong Chun Ting    | Ai Fukuhara        | Jon Persson Par Gerell           | Jeon Ji-hee Yang Ha-eun      |                           |
| 2014 Olomouc | Marcos Freitas    | Elizabeta Samara   | Masataka Morizono Yuka Oshima    | Ai Fukuhara Misako Wakamiya  |                           |
| 2013 Olomouc | Masato Shiono     | Viktoria Pavlovich | Robert Floras Pawel Fertikowski  | Linda Creemers Li Jiao       |                           |
| 2012 Olomouc | Christian Süß     | Liu Jia            | Lee Sang-su Seo Hyun-deok        | Hiroko Fujii Misako Wakamiya |                           |
| 1999 Prague  | Chiang Peng-lung  | Otilia Badescu     | Karl Jindrak Werner Schlager     | Chen Jing Xu Jing            |                           |

## Open du Danemark
| Année Lieu         | Simple messieurs | Simple dames   | Double messieurs             | Double dames                       |
| ------------------ | ---------------- | -------------- | ---------------------------- | ---------------------------------- |
| 2009 Frederikshavn | Ma Long          | Liu Shiwen     | Ma Long Xu Xin               | Ding Ning Liu Shiwen               |
| 2004 Aarhus        | Michael Maze     | Krisztina Tóth | Petr Korbel Leung Chu Yan    | Viktoria Pavlovich Svetlana Ganina |
| 2003 Aarhus        | Ma Lin           | Zhang Yining   | Ma Lin Wang Hao              | Guo Yue Niu Jianfeng               |
| 2002 Farum         | Ma Lin           | Zhang Yining   | Qin Zhijian Wang Liqin       | Li Nan Zhang Yining                |
| 2001 Farum         | Ma Lin           | Li Jiao        | Kim Taek-soo Oh Sang-eun     | Lee Eun-sil Ryu Ji-hae             |
| 2000 Farum         | Wang Liqin       | Sun Jin        | Karl Jindrak Werner Schlager | Lin Ling Sun Jin                   |

## Open des Pays-Bas
| Année Lieu     | Simple messieurs   | Simple dames | Double messieurs                | Double dames          |
| -------------- | ------------------ | ------------ | ------------------------------- | --------------------- |
| 2002 Eindhoven | Wang Hao           | Niu Jianfeng | Kong Linghui Ma Lin             | Li Jiao Niu Jianfeng  |
| 2001 Rotterdam | Tomasz Krzeszewski | Ryu Ji-hae   | Timo Boll Zoltan Fejer-Konnerth | Bai Yang Niu Jianfeng |

## Open d'Égypte
| Année Lieu    | Simple messieurs    | Simple dames  | Double messieurs             | Double dames              |
| ------------- | ------------------- | ------------- | ---------------------------- | ------------------------- |
| 2013 Le Caire | Abdel-Kader Salifou | Maria Dolgikh | non disputé                  | non disputé               |
| 2012 Le Caire | Vasily Lakeev       | Sara Ramirez  | non disputé                  | non disputé               |
| 2010 Le Caire | Sharath Kamal       | Yuka Ishigaki | Jiang Tianyi Leung Chu Yan   | Sayaka Hirano Reiko Hiura |
| 2004 Le Caire | Ryu Seung-min       | Lee Eun-sil   | Lee Chul-seung Ryu Seung-min | Lee Eun-sil Suk Eun-mi    |
| 2002 Le Caire | Wang Hao            | Li Nan        | Ko Lai Chak Li Ching         | Li Nan Li Jiao            |

## Open d'Angleterre
| Année Lieu         | Simple messieurs  | Simple dames       | Double messieurs                | Double dames               |
| ------------------ | ----------------- | ------------------ | ------------------------------- | -------------------------- |
| 2011 Sheffield     | Chen Qi           | Ding Ning          | Xu Xin Zhang Jike               | Guo Yue Guo Yan            |
| 2009 Sheffield     | Ma Long           | Guo Yan            | Ma Long Wang Liqin              | Kim Kyung-ah Park Mi-young |
| 2001 Chatham       | Wang Liqin        | Yoshie Takada      | Timo Boll Zoltan Fejer-Konnerth | Kim Hyang-mi Kim Hyon-hui  |
| 1999 Hopton-on-Sea | Ma Wenge          | Jie Schöpp         | Danny Heister Trinko Keen       | Lee Eun-sil Ryu Ji-hae     |
| 1997 Kettering     | Jean-Michel Saive | Chen-Tong Fei-Ming | Patrick Chila Christophe Legout | Chai Po Wa Qiao Yunping    |
| 1996 Kettering     | Kong Linghui      | Yang Ying          | Karl Jindrak Werner Schlager    | Wang Hui Yang Ying         |

## Open de France
| Année Lieu    | Simple messieurs  | Simple dames                | Double messieurs                    | Double dames                              |
| ------------- | ----------------- | --------------------------- | ----------------------------------- | ----------------------------------------- |
| 2007 Toulouse | Ma Lin            | Zhang Yining                | Ma Lin Wang Hao                     | Guo Yan Wang Nan                          |
| 2000 Toulouse | Chiang Peng-lung  | Mihaela Ioana Steff Merutiu | Chang Yen-shu Chiang Peng-lung      | Alessia Arisi Mihaela Ioana Steff Merutiu |
| 1999 Liévin   | Kong Linghui      | Chen Jing                   | Kong Linghui Ma Lin                 | Li Nan Lin Ling                           |
| 1997 Lyon     | Christophe Legout | Cheng Hongxia               | Lucjan Blaszczyk Tomasz Krzeszewski | Cheng Hongxia Wang Hui                    |
| 1996 Lyon     | Jan-Ove Waldner   | Deng Yaping                 | Wang Liqin Yan Sen                  | Deng Yaping Yang Ying                     |

## Open d'Allemagne
| Année Lieu      | Simple messieurs   | Simple dames    | Double messieurs                       | Double dames                  | Double mixte       |
| --------------- | ------------------ | --------------- | -------------------------------------- | ----------------------------- | ------------------ |
| 2019 Brême      | Fan Zhendong       | Sun Yingsha     | Liang Jingkun Xu Xin                   | Jeon Ji-hee Yang Ha-eun       | Xu Xin Sun Yingsha |
| 2018 Brême      | Ma Long            | Kasumi Ishikawa | Ma Long Xu Xin                         | Hina Hayata Mima Ito          |                    |
| 2017 Magdebourg | Dimitrij Ovtcharov | Chen Meng       | Jung Young-sik Lee Sang-su             | Hina Hayata Miu Hirano        |                    |
| 2016 Berlin     | Ma Long            | Wu Yang         | Masataka Morizono Yuya Oshima          | Jeon Ji-hee Yang Ha-eun       |                    |
| 2015 Brême      | Ma Long            | Mima Ito        | Timo Boll Patrick Franziska            | Petrissa Solja Shan Xiaona    |                    |
| 2014 Magdeburg  | Dimitrij Ovtcharov | Shan Xiaona     | Lyu Xiang Wang Hao                     | Miu Hirano Ito Mima           |                    |
| 2013 Berlin     | Fan Zhendong       | Wen Jia         | Patrick Franziska Timo Boll            | Wen Jia Zhao Yan              |                    |
| 2012 Brême      | Dimitrij Ovtcharov | Shen Yanfei     | Tianyi Jiang Chun Ting Wong            | Petrissa Solja Sabine Winter  |                    |
| 2011 Dortmund   | Zhang Jike         | Guo Yan         | Hao Shuai Zhang Jike                   | Guo Yue Li Xiaoxia            |                    |
| 2010 Berlin     | Ma Long            | Feng Yalan      | Chen Qi Ma Long                        | Ai Fukuhara Kasumi Ishikawa   |                    |
| 2009 Brême      | Timo Boll          | Sayaka Hirano   | Timo Boll Christian Süß                | Li Xiaodan Mu Zi              |                    |
| 2008 Berlin     | Timo Boll          | Liu Jia         | Pologne                                | Singapour                     |                    |
| 2007 Brême      | Ma Long            | Li Xiaoxia      | Wang Hao Wang Liqin                    | Guo Yue Li Xiaoxia            |                    |
| 2006 Bayreuth   | Timo Boll          | Wang Yuegu      | Werner Schlager Patrick Chila          | Li Jiawei Sun Beibei          |                    |
| 2005 Magdeburg  | Vladimir Samsonov  | Cao Zhen        | Lee Jung-woo Oh Sang-eun               | Tie Yana Zhang Rui            |                    |
| 2004 Leipzig    | Timo Boll          | Niu Jianfeng    | Timo Boll Christian Süß                | Guo Yue Niu Jianfeng          |                    |
| 2003 Brême      | Wang Liqin         | Zhang Yining    | Ko Lai Chak Li Ching                   | Wang Nan Zhang Yining         |                    |
| 2002 Magdeburg  | Ma Lin             | Tamara Boroš    | Kong Linghui Ma Lin                    | Li Jiao Niu Jianfeng          |                    |
| 2001 Bayreuth   | Vladimir Samsonov  | Ryu Ji-hae      | Slobodan Grujic Aleksandar Karakasevic | Kim Bok-rae Kim Kyung-ah      |                    |
| 1999 Brême      | Liu Guoliang       | Wang Nan        | Chiang Peng-lung Chang Yen-shu         | Csilla Bátorfi Krisztina Tóth |                    |

1.  La compétition de double a été remplacée par une compétition par équipe.

## Open de Grèce
| Année Lieu   | Simple messieurs | Simple dames | Double messieurs | Double dames         |
| ------------ | ---------------- | ------------ | ---------------- | -------------------- |
| 2004 Athènes | Wang Hao         | Wang Nan     | Chen Qi Ma Lin   | Guo Yue Niu Jianfeng |

## Open de Hongrie
| Année Lieu       | Simple messieurs | Simple dames    | Double messieurs                  | Double dames                 | Double mixte      |
| ---------------- | ---------------- | --------------- | --------------------------------- | ---------------------------- | ----------------- |
| 2019 Budapest    | Lin Gaoyuan      | Chen Meng       | Xu Xin Liang Jingkun              | Zhu Yuling Wang Manyu        | Xu Xin Liu Shiwen |
| 2018 Budapest    | Fan Zhendong     | Wang Manyu      | Fan Zhendong Yu Ziyang            | Chen Xingtong Sun Yingsha    |                   |
| 2017 Budapest    | Yan An           | Chen Xingtong   | Fang Bo Zhou Yu                   | Chen Xingtong Li Jiayi       |                   |
| 2016 Budapest    | Chuan Chih-yuan  | Tie Ya Na       | Chuan Chih-yuan Huang Sheng-sheng | Jeon Ji-hee Yang Ha-eun      |                   |
| 2015 Budapest    | Jiang Tianyi     | Misako Wakamiya | Jeong Sang-eun Lee Sang-su        | Sofia Polcanova Amelie Solja |                   |
| 2014 Szombathely | Daniel Habesohn  | Liu Jia         | non disputé                       | non disputé                  |                   |
| 2012 Budapest    | Ma Long          | Liu Shiwen      | Chen Qi Ma Lin                    | Ding Ning Liu Shiwen         |                   |
| 2010 Budaörs     | Jun Mizutani     | Tie Ya Na       | Kenta Matsudaira Koki Niwa        | Ai Fukuhara Kasumi Ishikawa  |                   |

## Open d'Inde
| Année Lieu     | Simple messieurs   | Simple dames  | Double messieurs              | Double dames                 |
| -------------- | ------------------ | ------------- | ----------------------------- | ---------------------------- |
| 2017 New Delhi | Dimitrij Ovtcharov | Sakura Mori   | Mazataka Morizono Yuya Oshima | Matilda Ekholm Georgina Pota |
| 2010 New Delhi | Dimitrij Ovtcharov | Sayaka Hirano | Lee Sang-su Seo Hyun-deok     | Cheng I-ching Huang Yi-hua   |
| 2009 Indore    | Ma Liang           | Yu Meng Yu    | Gao Ning Yang Zi (en)         | Beh Lee Wei Ng Sock Khim     |
| 2007 New Delhi | Gao Ning           | Sun Beibei    | Gao Ning Yang Zi (en)         | Sun Beibei Yu Meng Yu        |

## Open d'Italie
| Année Lieu      | Simple messieurs  | Simple dames | Double messieurs                   | Double dames           |
| --------------- | ----------------- | ------------ | ---------------------------------- | ---------------------- |
| 2002 Courmayeur | Peter Karlsson    | Lin Ling     | Ko Lai Chak Li Ching               | Ryu Ji-hae Aya Umemura |
| 1998 Courmayeur | Liu Guoliang      | Zhang Yining | Patrick Chila Jean-Philippe Gatien | Wu Na Yang Ying        |
| 1996 Bolzano    | Vladimir Samsonov | Li Ju        | Patrick Chila Christophe Legout    | Cheng Hongxia Wang Hui |

## Open du Japon
| Année Lieu      | Simple messieurs  | Simple dames  | Double messieurs             | Double dames                 | Double mixte                |
| --------------- | ----------------- | ------------- | ---------------------------- | ---------------------------- | --------------------------- |
| 2019 Sapporo    | Xu Xin            | Sun Yingsha   | Fan Zhendong Xu Xin          | Chen Meng Liu Shiwen         | Xu Xin Zhu Yuling           |
| 2018 Kitakyūshū | Tomokazu Harimoto | Mima Ito      | Lee Sang-su Jung Young-sik   | Gu Yuting Mu Zi              | Liang Jingkun Chen Xingtong |
| 2017 Tokyo      | Ma Long           | Sun Yingsha   | Ma Long Xu Xin               | Chen Xingtong Sun Yingsha    |                             |
| 2016 Tokyo      | Xu Xin            | Liu Shiwen    | Ma Long Xu Xin               | Ding Ning Li Xiaoxia         |                             |
| 2015 Kobe       | Xu Xin            | Chen Meng     | Ma Long Xu Xin               | Wu Yang Liu Fei              |                             |
| 2014 Yokohama   | Yu Ziyang         | Feng Tianwei  | Seiya Kishikawa Jun Mizutani | Ai Fukuhara Misako Wakamiya  |                             |
| 2013 Yokohama   | Masato Shiono     | Ai Fukuhara   | Jin Ueda Maharu Yoshimura    | Gu Yuting Zhou Xintong       |                             |
| 2012 Kobe       | Jun Mizutani      | Shen Yanfei   | Kim Min-seok Seo Hyun-deok   | Hiroko Fujii Misako Wakamiya |                             |
| 2011 Kobe       | Seiya Kishikawa   | Feng Tianwei  | Lin Gaoyuan Wu Jiaji         | Hiroko Fujii Misako Wakamiya |                             |
| 2010 Kobe       | Timo Boll         | Wang Yuegu    | Kenta Matsudaira Koki Niwa   | Yuka Ishigaki Yuri Yamanashi |                             |
| 2009 Wakayama   | Oh Sang-eun       | Park Mi-young | Seiya Kishikawa Jun Mizutani | Sayaka Hirano Reiko Hiura    |                             |
| 2008 Yokohama   | Ma Lin            | Zhang Yining  | Chine                        | Chine                        |                             |
| 2007 Chiba      | Wang Hao          | Wang Nan      | Chen Qi Wang Liqin           | Guo Yue Li Xiaoxia           |                             |
| 2006 Yokohama   | Wang Liqin        | Wang Yuegu    | Ma Lin Wang Hao              | Tie Yana Zhang Rui           |                             |
| 2005 Yokohama   | Timo Boll         | Zhang Yining  | Timo Boll Christian Süß      | Bai Yang Cao Zhen            |                             |
| 2004 Kobe       | Chen Qi           | Zhang Yining  | Wang Liqin Yan Sen           | Guo Yue Niu Jianfeng         |                             |
| 2003 Kobe       | Timo Boll         | Guo Yue       | Chen Qi Ma Lin               | Guo Yue Niu Jianfeng         |                             |
| 2002 Kobe       | Kalinikos Kreanga | Kim Kyung-ah  | Akira Kito Toshio Tasaki     | Jing Junhong Li Jiawei       |                             |
| 2001 Yokohama   | Chiang Peng-lung  | Wang Nan      | Ma Lin Wang Hao              | Kim Bok-rae Kim Kyung-ah     |                             |
| 2000 Kobe       | Wang Liqin        | Wang Nan      | Kong Linghui Liu Guoliang    | Sun Jin Yang Ying            |                             |
| 1999 Kobe       | Vladimir Samsonov | Wang Nan      | Ma Lin Qin Zhijian           | Sun Jin Yang Ying            |                             |
| 1998 Wakayama   | Kong Linghui      | Li Ju         | Ma Lin Wang Tao              | Li Ju Wang Nan               |                             |
| 1997 Chiba      | Jan-Ove Waldner   | Wang Chen     | Wang Liqin Yan Sen           | Lee Eun-sil Ryu Ji-hae       |                             |
| 1996 Kitaku-Shu | Ding Song         | Qiao Hong     | Kang Hee-chan Kim Taek-soo   | Park Hae-jung Ryu Ji-hae     |                             |

1.  La compétition de double a été remplacée par une compétition par équipe.

## Open de Corée du Sud
| Année Lieu       | Simple messieurs   | Simple dames | Double messieurs            | Double dames                 | Double mixte               |
| ---------------- | ------------------ | ------------ | --------------------------- | ---------------------------- | -------------------------- |
| 2019 Busan       | Xu Xin             | Chen Meng    | Fan Zhendong Xu Xin         | Wang Manyu Chen Meng         | Wong Chun Ting Doo Hoi Kem |
| 2018 Daejeon     | Jang Woo-jin       | Zhu Yuling   | Jang Woo-jin Lim Jong-hoon  | Ding Ning Chen Meng          | Jang Woo-jin Cha Hyo-sim   |
| 2017 Incheon     | Timo Boll          | Feng Tianwei | Jang Woo-jin Jeong Sang-eun | Petrissa Solja Shan Xiaona   |                            |
| 2016 Incheon     | Xu Xin             | Ding Ning    | Xu Xin Zhang Jike           | Ding Ning Liu Shiwen         |                            |
| 2015 Incheon     | Jung Young-sik     | Ai Fukuhara  | Jung Young-sik Kim Min-seok | Miu Hirano Mima Ito          |                            |
| 2014 Incheon     | Xu Xin             | Han Ying     | Yu Ziyang Zhou Kai          | Chen Ke Wang Manyu           |                            |
| 2013 Incheon     | Xu Xin             | Seo Hyo-won  | Seo Hyun-deok Zhang Jike    | Yang Ha-eun Park Young-sook  |                            |
| 2012 Incheon     | Zhang Jike         | Liu Shiwen   | Ma Long Xu Xin              | Ding Ning Liu Shiwen         |                            |
| 2011 Incheon     | Dimitrij Ovtcharov | Feng Tianwei | Song Hongyuan Jin Yixiong   | Misako Wakamiya Hiroko Fujii |                            |
| 2010 Incheon     | Vladimir Samsonov  | Shen Yanfei  | Patrick Baum Bastian Steger | Kim Kyung-ah Park Mi-young   |                            |
| 2009 Séoul       | Jun Mizutani       | Feng Tianwei | Hao Shuai Wang Hao          | Kim Kyung-ah Park Mi-young   |                            |
| 2008 Daejeon     | Ma Long            | Guo Yue      | Wang Hao Wang Liqin         | Guo Yue Liu Shiwen           |                            |
| 2007 Seongnam    | Oh Sang-eun        | Jiang Huajun | Lee Jung-woo Oh Sang-eun    | Shen Yanfei Gao Jun          |                            |
| 2006 Jeonju      | Joo Se-hyuk        | Tie Yana     | Cheung Yuk Leung Chu Yan    | Tie Yana Zhang Rui           |                            |
| 2005 Suncheon    | Oh Sang-eun        | Kim Kyung-ah | Lee Jung-woo Ryu Seung-min  | Tan Paey Fern Zhang Xueling  |                            |
| 2004 Pyeongchang | Wang Liqin         | Zhang Yining | Kong Linghui Wang Hao       | Wang Nan Zhang Yining        |                            |
| 2003 Jeju        | Ma Lin             | Guo Yan      | Chen Qi Ma Lin              | Guo Yue Niu Jianfeng         |                            |
| 2002 Gangneung   | Werner Schlager    | Tie Yana     | Kim Taek-soo Oh Sang-eun    | Bai Yang Guo Yan             |                            |
| 2001 Séoul       | Kim Taek-soo       | Wang Nan     | Kong Linghui Liu Guoliang   | Gao Xi Li Jiao               |                            |

## Open du Koweït
| Année Lieu  | Simple messieurs  | Simple dames | Double messieurs                    | Double dames            |
| ----------- | ----------------- | ------------ | ----------------------------------- | ----------------------- |
| 2016 Koweït | Zhang Jike        | Li Xiaoxia   | Xu Xin Zhang Jike                   | Ding Ning Liu Shiwen    |
| 2015 Koweït | Ma Long           | Li Xiaoxia   | Chiang Hung-chieh Huang Sheng-sheng | Ding Ning Zhu Yuling    |
| 2014 Koweït | Fan Zhendong      | Zhu Yuling   | Stefan Fegerl Lin Gaoyuan           | Liu Shiwen Mu Zi        |
| 2013 Koweït | Zhang Jike        | Liu Shiwen   | Xu Xin Yan An                       | Ding Ning Li Xiaoxia    |
| 2012 Koweït | Jun Mizutani      | Feng Yalan   | Gao Ning Li Hu                      | Chen Meng Zhu Yuling    |
| 2010 Koweït | Xu Xin            | Liu Shiwen   | Ma Long Zhang Jike                  | Guo Yan Guo Yue         |
| 2009 Koweït | Wang Hao          | Ding Ning    | Chen Qi Ma Lin                      | Guo Yue Zhang Yining    |
| 2008 Koweït | Vladimir Samsonov | Zhang Yining | Ma Lin Wang Hao                     | Wang Nan Zhang Yining   |
| 2007 Koweït | Ma Long           | Guo Yue      | Lee Jin-kwon Ryu Seung-min          | Li Xiaoxia Zhang Yining |
| 2006 Koweït | Ma Lin            | Jiang Huajun | Chen Qi Ma Lin                      | Wang Nan Zhang Yining   |

## Open du Liban
| Année Lieu   | Simple messieurs | Simple dames | Double messieurs   | Double dames    |
| ------------ | ---------------- | ------------ | ------------------ | --------------- |
| 1998 Beyrout | Wang Liqin       | Yang Ying    | Ma Lin Qin Zhijian | Wu Na Yang Ying |
| 1997 Beyrout | non disputé      | Wang Nan     | non disputé        | Li Ju Wang Nan  |

## Open de Malaisie
| Année Lieu         | Simple messieurs | Simple dames | Double messieurs          | Double dames              |
| ------------------ | ---------------- | ------------ | ------------------------- | ------------------------- |
| 2003 Johor Bahru   | Liu Guozheng     | Cao Zhen     | Kong Linghui Liu Guozheng | Cao Zhen Peng Luyang      |
| 1998 Kota Kinabalu | Ma Lin           | Zhang Yining | Kong Linghui Liu Guoliang | Wang Chen Zhang Yining    |
| 1997 Ipoh          | Kong Linghui     | Deng Yaping  | Ma Lin Yan Sen            | Kim Moo-kyo Park Hae-jung |

## Open du Maroc
| Année Lieu | Simple messieurs    | Simple dames    | Double messieurs                | Double dames                |
| ---------- | ------------------- | --------------- | ------------------------------- | --------------------------- |
| 2013 Rabat | Abdel-Kader Salifou | Maria Bykova    | non disputé                     | non disputé                 |
| 2012 Rabat | Noshad Alamiyan     | Matilda Ekhlom  | non disputé                     | non disputé                 |
| 2011 Rabat | Vladimir Samsonov   | Jeon Ji-hee     | Jesus Cantero Marc Duran        | Sun Beibei Yu Meng Yu       |
| 2010 Rabat | Vladimir Samsonov   | Kasumi Ishikawa | Omar Assar El-Sayed Lashin (en) | Reiko Hiura Kasumi Ishikawa |
| 2009 Rabat | Vladimir Samsonov   | Ai Fukuhara     | Loic Bobillier Armand Phung     | Ai Fukuhara Kasumi Ishikawa |

## Open de Pologne
| Année Lieu        | Simple messieurs     | Simple dames     | Double messieurs                   | Double dames                    |
| ----------------- | -------------------- | ---------------- | ---------------------------------- | ------------------------------- |
| 2016 Varsovie     | Jun Mizutani         | Miu Hirano       | Masataka Morizono Yuya Oshima      | Jeon Ji-hee Yang Ha-eun         |
| 2015 Varsovie     | Fan Zhendong         | Liu Shiwen       | Mattias Karlsson Kristian Karlsson | Ding Ning Zhu Yuling            |
| 2013 Spala        | Fan Zhendong         | Seo Hyo-won      | Jung Young-sik Lee Sang-su         | Jeon Ji-hee Park Seong-hye      |
| 2012 Poznań       | Wang Hao             | Ding Ning        | Kenta Matsudaira Koki Niwa         | Cheng I-ching Huang Yi-hua      |
| 2011 Wladyslawowo | Lee Sang-su          | Wu Yang          | Mattias Karlsson Robert Svensson   | Guo Yue Li Xiaodan              |
| 2010 Varsovie     | Vladimir Samsonov    | Li Jiao          | Marcos Freitas Andrej Gaćina       | Haruna Fukuoka Reiko Hiura      |
| 2009 Varsovie     | Timo Boll            | Fan Ying         | Kim Jung-hoon Oh Sang-eun          | Fan Ying Wu Yang                |
| 2008 Varsovie     | Timo Boll            | Feng Tianwei     | Lucjan Blaszczyk Wang Zeng Yi      | Daniela Dodean Elizabeta Samara |
| 2006 Varsovie     | Timo Boll            | Li Qian          | Lucjan Blaszczyk Wang Zeng Yi      | Sayaka Hirano Reiko Hiura       |
| 2004 Varsovie     | Timo Boll            | Lau Sui Fei      | Timo Boll Christian Suss           | An Konishi Li Jiao              |
| 2002 Varsovie     | Ma Lin               | Zhang Yining     | Qin Zhijian Wang Liqin             | Li Nan Zhang Yining             |
| 2000 Varsovie     | Liu Guozheng         | Zhang Yining     | Liu Guozheng Ma Lin                | Zhang Yingying Zhang Yining     |
| 1997 Gdańsk       | Wenguan Johnny Huang | Jing Tian-Zörner | Karl Jindrak Werner Schlager       | Ni Xia Lian Peggy Regenwetter   |

## Open du Qatar
| Année Lieu | Simple messieurs  | Simple dames     | Double messieurs                  | Double dames                          | Double mixte      |
| ---------- | ----------------- | ---------------- | --------------------------------- | ------------------------------------- | ----------------- |
| 2019 Doha  | Ma Long           | Wang Manyu       | Ho Kwan Kit Wong Chun Ting        | Wang Manyu Sun Yingsha                | Xu Xin Liu Shiwen |
| 2018 Doha  | Fan Zhendong      | Liu Shiwen       | Fan Zhendong Xu Xin               | Wang Manyu Chen Ke                    |                   |
| 2017 Doha  | Ma Long           | Chen Meng        | Masataka Morizono Yuya Oshima     | Chen Meng Wang Manyu                  |                   |
| 2016 Doha  | Ma Long           | Liu Shiwen       | Fan Zhendong Zhang Jike           | Ding Ning Liu Shiwen                  |                   |
| 2015 Doha  | Vladimir Samsonov | Elizabeta Samara | Marcos Freitas Andrej Gaćina      | Jiang Huajun Tie Yana                 |                   |
| 2014 Doha  | Xu Xin            | Hu Limei         | Cho Eon-rae Seo Hyun-deok         | Lee Ho Ching Ng Wing Nam              |                   |
| 2013 Doha  | Ma Long           | Ding Ning        | Wang Hao Yan An                   | Ding Ning Li Xiaoxia                  |                   |
| 2012 Doha  | Xu Xin            | Chen Meng        | Ma Lin Xu Xin                     | Li Xiaodan Wen Jia                    |                   |
| 2011 Doha  | Xu Xin            | Liu Shiwen       | Wang Liqin Xu Xin                 | Guo Yue Li Xiaoxia                    |                   |
| 2010 Doha  | Wang Liqin        | Guo Yue          | Ma Lin Wang Hao                   | Ding Ning Liu Shiwen                  |                   |
| 2009 Doha  | Timo Boll         | Zhang Yining     | Ma Long Xu Xin                    | Guo Yue Zhang Yining                  |                   |
| 2008 Doha  | Ma Lin            | Zhang Yining     | Chen Qi Ma Lin                    | Guo Yue Zhang Yining                  |                   |
| 2007 Doha  | Ma Lin            | Li Xiaoxia       | Cho Eon-rae Lee Jung-woo          | Li Xiaoxia Wang Nan                   |                   |
| 2006 Doha  | Wang Liqin        | Zhang Yining     | Wang Hao Wang Liqin               | Wang Nan Zhang Yining                 |                   |
| 2005 Doha  | Wang Liqin        | Zhang Yining     | Kong Linghui Wang Hao             | Guo Yue Niu Jianfeng                  |                   |
| 2003 Doha  | Vladimir Samsonov | Tamara Boros     | Kalinikos Kreanga Jörg Roßkopf    | Tatyana Logatzkaya Veronika Pavlovich |                   |
| 2002 Doha  | Jean-Michel Saive | Wang Nan         | Wang Liqin Yan Sen                | Li Jiao Niu Jianfeng                  |                   |
| 2001 Doha  | Zoran Primorac    | Kim Hyon-hui     | Chang Yen-shu Chiang Peng-lung    | Kim Moo-kyo Ryu Ji-hae                |                   |
| 1999 Doha  | Zoran Primorac    | Jing Tian-Zorner | Chang Yen-shu Chiang Peng-lung    | Csilla Bátorfi Krisztina Tóth         |                   |
| 1998 Doha  | Zoran Primorac    | Li Ju            | Wang Liqin Yan Sen                | Li Ju Wang Nan                        |                   |
| 1997 Doha  | Jan-Ove Waldner   | non disputé      | Koji Matsushita Hiroshi Shibutani | non disputé                           |                   |

## Open de Hong Kong
| Année Lieu     | Simple messieurs   | Simple dames | Double messieurs           | Double dames              | Double mixte             |
| -------------- | ------------------ | ------------ | -------------------------- | ------------------------- | ------------------------ |
| 2019 Hong Kong | Lin Gaoyuan        | Wang Yidi    | Liang Jingkun Lin Gaoyuan  | Chen Ke Mu Zi             | Cheng I-ching Lin Yun-ju |
| 2018 Hong Kong | Kazuhiro Yoshimura | Wang Manyu   | Ho Kwan Kit Wong Chun Ting | Chen Xingtong Sun Yingsha |                          |

## Open de Russie
| Année Lieu             | Simple messieurs  | Simple dames    | Double messieurs                       | Double dames                  |
| ---------------------- | ----------------- | --------------- | -------------------------------------- | ----------------------------- |
| 2014 Ekaterinbourg     | Koki Niwa         | Kasumi Ishikawa | Tang Peng Wong Chun Ting               | Sayaka Hirano Kasumi Ishikawa |
| 2013 Ekaterinbourg     | Kazuhiro Chan     | Ding Ning       | Alexey Liventsov Mikhail Paikov        | Ding Ning Liu Shiwen          |
| 2012 Ekaterinbourg     | Xu Xin            | Feng Yalan      | Fang Bo Xu Xin                         | Chang Chenchen Rao Jingwen    |
| 2007 Saint-Pétersbourg | Chen Qi           | Chang Chenchen  | Ko Lai Chak Li Ching                   | Li Nan Peng Luyang            |
| 2006 Saint-Pétersbourg | Hou Yingchao      | Li Jiawei       | Hou Yingchao Lin Ju                    | Li Jiawei Sun Beibei          |
| 2005 Saint-Pétersbourg | Vladimir Samsonov | Krisztina Tóth  | Werner Schlager Aleksandar Karakašević | Georgina Póta Krisztina Tóth  |
| 2004 Saint-Pétersbourg | Kalinikos Kreanga | Tie Ya Na       | Peter Franz Kalinikos Kreanga          | Song Ah Sim Tie Ya Na         |

## Open de Serbie
| Année Lieu    | Simple messieurs | Simple dames  | Double messieurs                            | Double dames                              |
| ------------- | ---------------- | ------------- | ------------------------------------------- | ----------------------------------------- |
| 2006 Belgrade | Kaii Yoshida     | Sayaka Hirano | Mihai Andrei Filimon Aleksandar Karakašević | Nikoleta Stefanova Wenling Tan Monfardini |
| 1998 Belgrade | Jörgen Persson   | Lin Ling      | Ma Lin Qin Zhijian                          | Lin Ling Sun Jin                          |
| 1997 Belgrade | Liu Guoliang     | Niu Jianfeng  | Wang Liqin Yan Sen                          | Cheng Hongxia Wang Hui                    |
| 1996 Belgrade | Jan-Ove Waldner  | Li Ju         | Thomas Von Scheele Jan-Ove Waldner          | Li Ju Wang Nan                            |

## Open de Singapour
| Année Lieu     | Simple messieurs | Simple dames | Double messieurs | Double dames          |
| -------------- | ---------------- | ------------ | ---------------- | --------------------- |
| 2008 Singapour | Ma Long          | Li Xiaoxia   | Chen Qi Li Ping  | Li Jiawei Sun Beibei  |
| 2006 Singapour | Ma Lin           | Zhang Yining | Chen Qi Ma Lin   | Wang Nan Zhang Yining |
| 2004 Singapour | Wang Liqin       | Zhang Yining | Chen Qi Ma Lin   | Guo Yue Niu Jianfeng  |

## Open d'Espagne
| Année Lieu   | Simple messieurs | Simple dames  | Double messieurs              | Double dames                |
| ------------ | ---------------- | ------------- | ----------------------------- | --------------------------- |
| 2015 Almeria | Maharu Yoshimura | Jeon Ji-hee   | He Zhiwen Carlos Machado      | Ai Fukuhara Misako Wakamiya |
| 2014 Almeria | Paul Drinkhall   | Li Fen        | Tang Peng Wong Chun Ting      | Miu Hirano Mima Ito         |
| 2013 Almeria | Cazuo Matsumoto  | Jiang Huajun  | non disputé                   | non disputé                 |
| 2012 Almería | Chuan Chih-yuan  | Kim Kyung-ah  | Kenji Matsudaira Jun Mizutani | Kim Kyung-ah Park Mi-young  |
| 2011 Almería | Oh Sang-eun      | Sayaka Hirano | Lee Jung-woo Oh Sang-eun      | Jiang Huajun Tie Ya Na      |

## Open de Slovénie
| Année Lieu   | Simple messieurs  | Simple dames | Double messieurs                 | Double dames                       |
| ------------ | ----------------- | ------------ | -------------------------------- | ---------------------------------- |
| 2016 Otocec  | Jun Mizutani      | Feng Tianwei | Ho Kwan Kit Wong Chun Ting       | Maria Dolgikh Polina Mikhaïlova    |
| 2012 Velenje | Zhang Jike        | Ding Ning    | Ma Long Zhang Jike               | Ding Ning Guo Yan                  |
| 2011 Velenje | Xu Xin            | Wu Yang      | Wang Hao Zhang Jike              | Guo Yue Li Xiaoxia                 |
| 2010 Velenje | Lee Sang-su       | Li Qian      | Alexander Shibaev Alexey Smirnov | Viktoria Pavlovich Svetlana Ganina |
| 2009 Velenje | Hao Shuai         | Cao Zhen     | Xu Xin Zhang Chao                | Cao Zhen Fan Ying                  |
| 2008 Velenje | Vladimir Samsonov | Li Jiao      | Chang Yen-shu Chiang Peng-lung   | Irina Kotikhina Li Jie             |
| 2007 Velenje | Wang Hao          | Guo Yue      | Chen Qi Wang Liqin               | Guo Yan Zhang Yining               |
| 2006 Velenje | Wang Hao          | Guo Yue      | Hao Shuai Ma Long                | Guo Yue Li Xiaoxia                 |
| 2005 Velenje | Fedor Kuzmin      | Li Jiawei    | Ko Lai Chak Li Ching             | Tie Ya Na Zhang Rui                |

## Open de Suède
| Année Lieu       | Simple messieurs  | Simple dames       | Double messieurs                    | Double dames               | Double mixte      |
| ---------------- | ----------------- | ------------------ | ----------------------------------- | -------------------------- | ----------------- |
| 2019 Stockholm   | Wang Chuqin       | Chen Meng          | Fan Zhendong Xu Xin                 | Chen Meng Ding Ning        | Xu Xin Liu Shiwen |
| 2018 Stockholm   | Fan Zhendong      | Mima Ito           | Lin Yun-ju Liao Cheng-ting          | Chen Xingtong Sun Yingsha  |                   |
| 2017 Stockholm   | Xu Xin            | Chen Xingtong      | Fan Zhendong Xu Xin                 | Hina Hayata Mima Ito       |                   |
| 2016 Stockholm   | Yuya Oshima       | Kasumi Ishikawa    | Hugo Calderano Gustavo Tsuboi       | Cheng I-ching Lee I-chen   |                   |
| 2015 Stockholm   | Fan Zhendong      | Mu Zi              | Fang Bo Xu Xin                      | Chen Meng Mu Zi            |                   |
| 2014 Stockholm   | Fan Zhendong      | Wang Hao/Yan An    | Zhu Yuling                          | Liu Shiwen/Zhu Yuling      |                   |
| 2013 Stockholm   | Yan An            | Chen Meng          | Jens Lundqvist Xu Xin               | Li Xiaodan Mu Zi           |                   |
| 2012 Helsingborg | Hampus Nordberg   | Kim Song-i         | non disputé                         | non disputé                |                   |
| 2011 Stockholm   | Ma Long           | Guo Yan            | Wang Liqin Yan An                   | Guo Yan Guo Yue            |                   |
| 2007 Stockholm   | Wang Hao          | Li Xiaoxia         | Ma Long Wang Hao                    | Kim Kyung-ah Park Mi-young |                   |
| 2005 Göteborg    | Timo Boll         | Cao Zhen           | Oh Sang-eun Lee Jung-woo            | Tie Ya Na Zhang Rui        |                   |
| 2003 Malmö       | Wang Liqin        | Zhang Yining       | Wang Hao Ma Lin                     | Guo Yue Niu Jianfeng       |                   |
| 2001 Skovde      | Wang Liqin        | Guo Yan            | Wang Liqin Yan Sen                  | Bai Yang Yang Ying         |                   |
| 2000 Umeå        | Liu Guozheng      | Zhang Yining       | Liu Guozheng Ma Lin                 | Bai Yang Niu Jianfeng      |                   |
| 1999 Karlskrona  | Wang Liqin        | Sun Jin            | Patrick Chila Jean-Philippe Gatien  | Sun Jin Yang Ying          |                   |
| 1998 Sundsvall   | Damien Eloi       | Qianhong Gotsch-He | Ma Lin Qin Zhijian                  | Lin Ling Sun Jing          |                   |
| 1997 Kalmar      | Vladimir Samsonov | Wang Hui           | Lucjan Blaszczyk Tomasz Krzeszewski | Kim Moo-kyo Park Hae-jung  |                   |
| 1996 Borås       | Jörgen Persson    | Deng Yaping        | Ma Wenge Wang Tao                   | Deng Yaping Yang Ying      |                   |

## Open de Dubaï
| Année Lieu | Simple messieurs | Simple dames | Double messieurs  | Double dames       |
| ---------- | ---------------- | ------------ | ----------------- | ------------------ |
| 2011 Dubai | Wang Hao         | Ding Ning    | Ma Lin Zhang Jike | Guo Yue Li Xiaoxia |

## Open des États-Unis
| Année Lieu           | Simple messieurs  | Simple dames | Double messieurs                | Double dames                          |
| -------------------- | ----------------- | ------------ | ------------------------------- | ------------------------------------- |
| 2013 Las Vegas       | Eugene Wang       | Megumi Abe   | non disputé                     | non disputé                           |
| 2005 Fort Lauderdale | Oh Sang-eun       | Li Jiawei    | Lee Jung-woo Oh Sang-eun        | Tie Ya Na Zhang Rui                   |
| 2004 Chicago         | Ryu Seung-min     | Li Jiawei    | Lee Chul-seung Ryu Seung-min    | Liu Jia Wang Chen                     |
| 2002 Fort Lauderdale | Ma Lin            | Zhang Yining | Kong Linghui Ma Lin             | Li Nan Zhang Yining                   |
| 2001 Fort Lauderdale | Liu Guozheng      | Niu Jianfeng | Chiang Peng-lung Chang Yen-shu  | Bai Yang Niu Jianfeng                 |
| 2000 Fort Lauderdale | Wang Liqin        | Wang Nan     | Kong Linghui Liu Guoliang       | Chen Jing Xu Jing                     |
| 1998 Houston         | Jean-Michel Saive | Ni Xia Lian  | Cheng Yinghua Jean-Michel Saive | Keiko Okazaki Aya Umemura             |
| 1997 Fort Lauderdale | Kong Linghui      | Wang Nan     | Lee Chul-seung Oh Sang-eun      | Lee Eun-sil Ryu Ji-hae                |
| 1996 Fort Lauderdale | Vasile Florea     | Lee Eun-sil  | Karl Jindrak Werner Schlager    | Chiu-Chen Xiaowen Barbara Geng Lijuan |

## Open de Belgique
| Année Lieu  | Simple messieurs      | Simple dames   | Double messieurs                | Double dames                   |
| ----------- | --------------------- | -------------- | ------------------------------- | ------------------------------ |
| 2016 Le Coq | Sathiyan Gnanasekaran | Georgina Pota  | Alexey Liventsov Mikhail Paikov | Georgina Pota Yulia Prokhorova |
| 2015 Le Coq | Nima Alamian          | Suh Hyo-won    | Nima Alamian Noshad Alamiyan    | Lin Ye Zhou Yihan              |
| 2014 Le Coq | Vladimir Samsonov     | Georgina Pota  | non disputé                     | non disputé                    |
| 2012 Anvers | Yannick Vostes        | Szandra Pergel | non disputé                     | non disputé                    |

## Open des Philippines
| Année Lieu         | Simple messieurs | Simple dames    | Double messieurs            | Double dames              |
| ------------------ | ---------------- | --------------- | --------------------------- | ------------------------- |
| 2015 Baie de Subic | Yuya Oshima      | Kasumi Ishikawa | Robin Devos Cedric Nuytinck | Lee Ho Ching Zhu Chengzhu |
| 2014 Baie de Subic | Ho Kwan Kit      | Feng Tianwei    | non disputé                 | non disputé               |

## Open du Nigéria
| Année Lieu | Simple messieurs | Simple dames       | Double messieurs               | Double dames                 |
| ---------- | ---------------- | ------------------ | ------------------------------ | ---------------------------- |
| 2016 Lagos | Benedek Olah     | Shao Jieni         | Andrey Bukin Vasilij Filatov   | Irina Ermakova Olga Kulikova |
| 2015 Lagos | Omar Assar       | Shao Jieni         | Quadri Aruna Makanjuola Kazeem | Dina Meshref Shao Jieni      |
| 2014 Lagos | Omar Assar       | Nadeen El-Dawlatly | non disputé                    | non disputé                  |

## Open d'Argentine
| Année Lieu        | Simple messieurs | Simple dames | Double messieurs            | Double dames            |
| ----------------- | ---------------- | ------------ | --------------------------- | ----------------------- |
| 2015 Buenos Aires | Eric Jouti       | Jeon Ji-hee  | Gaston Alto Pablo Tabachnik | Jeon Ji-hee Yang Ha-eun |
| 2014 Buenos Aires | Zhu Cheng        | He Zhuojia   | non disputé                 | non disputé             |

## Open de Corée du Nord
| Année Lieu     | Simple messieurs | Simple dames | Double messieurs     | Double dames            |
| -------------- | ---------------- | ------------ | -------------------- | ----------------------- |
| 2016 Pyongyang | Kang Wi-hun      | Kim Song-i   | Cao Wei Xu Yingbin   | Kim Song-i Ri Myong Sun |
| 2015 Pyongyang | Choe Il          | Sun Chen     | Choe Il Pak Sin-hyok | Kim Song-i Ri Myong-sun |

## Open de Bulgarie
| Année Lieu         | Simple messieurs   | Simple dames    | Double messieurs                | Double dames              | Double mixte          |
| ------------------ | ------------------ | --------------- | ------------------------------- | ------------------------- | --------------------- |
| 2019 Panagyurichté | Tomokazu Harimoto  | Chen Xingtong   | Jung Young-sik Lee Sang-su      | Gu Yuting Mu Zi           | Jun Mizutani Mima Ito |
| 2018 Panagyurichté | Kenta Matsudaira   | Ding Ning       | Ma Long Xu Xin                  | Kasumi Ishikawa Mima Ito  |                       |
| 2017 Panagyurichté | Dimitrij Ovtcharov | Kasumi Ishikawa | Jin Ueda Maharu Yoshimura       | Kasumi Ishikawa Mima Ito  |                       |
| 2016 Panagyurichté | Tomas Konecny      | Yuka Ishigaki   | Alexey Liventsov Mikhail Paikov | Miyu Kato Misaki Morizono |                       |
| 2015 Panagyurichté | Kim Dong-hyun      | Kasumi Ishikawa | Cho Eon-rae Kim Dong-hyun       | Yang Ha-eun Jeon Ji-hee   |                       |